# Mopane
Colophospermum mopane er et træ i ærteblomstfamilien (Fabaceae), der vokser i varme, tørre, lavtliggende områder, på 200 til 1.150 m i højden, i de nordlige dele af det sydlige Afrika. Træet forekommer kun i Afrika og er den eneste art i slægten Colophospermum. På engelsk kaldes træet mopane, mopani, balsam tree (balsamtræ), butterfly tree (sommerfugletræ), eller turpentine tree (terpentintræ). Dets blade er let genkendelige,sommerfugleformede (bibladet) og med tynde frøstande der gør det nemt at identificere. Med hensyn til menneskelig anvendelse er det, sammen med Vachellia erioloba (kaldet bl.a. camel thorn på engelsk (kameltorn)) og Combretum imberbe (kaldet bl.a. leadwood på engelsk (blytræ)), et af de tre regionalt vigtige kilder til brændsel.

## Hjemsted
Det er hjemmehørende i det sydlige Afrika, herunder det sydlige Angola, Zambia, det sydlige Malawi, Namibia, Botswana, Zimbabwe, Mozambique og det nordlige Sydafrika. Den vokser i alkalisk (højt kalkindhold) jord, som er vandlidende og ikke drænet, og vokser også i flodaflejringer. Hvor det forekommer, er det ofte den dominerende træart, der ofte danner hele bevoksninger. I det nordlige Sydafrika og større tilstødende områder af Botswana og Zimbabwe, hvor træernes højde varierer mellem 4 og 18 meter kaldes de ofte "mopankrat" (buske). Men de kan også nogle gange vokse sig højere i disse områder og danne skov. Længere mod nord er træerne højere og danner høje skove, kaldet katedralmopan. Træet vokser dårligt uden for varme, frostfrie områder med sommerregn.

### Mopane økoregioner
Der er to økoregioner, hvor mopantræer og -buske er den fremherskende vegetation. De angolanske mopanskove ligger i det sydvestlige Angola og det nordlige Namibia, og Zambezianske og mopane skovlande der strækker sig over lavlandet ved Zambezi-floden og dens bifloder i Botswana, Eswatini, Namibia, Zambia, Zimbabwe, Mozambique, Malawi og Sydafrika.

## Brug
Mopantræ er et af det sydlige Afrikas tungeste med en tæthed på 1.075 g/cm3 når den er helt tør, og er svær at bearbejde på grund af dens hårdhed hvilket dog samtidig  gør den  termitresistent. Af denne grund har den længe været brugt til at bygge huse og hegn, som jernbanesveller og som støtter i miner. Termitresistensen og den rødlige farve gør den også populær til gulvbelægning. Uden for Afrika vinder mopan popularitet som et tungt, dekorativt træ.
Det bruges også i stigende grad til bygning af musikinstrumenter, især træblæsere.  Instrumenter af mopan har en varm, rig tone. Klarinetter lavet af mopan tilbydes af producenterne Seggelke Klarinetten, F. Arthur Uebel og Buffet Crampon.
Kviste af mopan er traditionelt blevet brugt som tandbørster, barken til at lave sejlgarn og til garvning af læder og bladene siges at hele sår. Træet bruges også til at lave trækul bl.a. grilkul.
Træet er en vigtig fødekilde for mopanormen, larven af møllet Gonimbrasia belina. Larverne er rige på protein og bruges som mad, da mopanormen er rig på råfedt og indeholder vitaminer og mineraler, såsom jern, calcium og fosfor. Træet er også som fødeplante for den vilde silkemøl, Gonometa rufobrunnea. Kokoner af møl høstes som vild silke, til klædeproduktion.
Mopanormen skaber beskæftigelse og tjener som indtægtskilde for størstedelen af kvinderne på landet, som høster og videresælger det til de handlende.
Mopantræet fungerer også som værtsplante for mopanpsylliden Retroacizzia mopani.

## Etymologi
Colophospermum er latiniseret græsk for "fedtet frø", med henvisning til det harpiksholdige frø , som har en terpentinlugt. Kolofon var Homers fødested  i Ionien og var berømt for sin kolofonium, et stof opnået fra terpentin eller det gummiagtige ekssudat fra nogle træer. Artsnavnet mopan er det lokale navn for træet.

## Galleri
- Blomsterstande produceret i midten af sommeren
- Den vindbestøvede blomst
- Tørt løv, frøstande og to frø (nederst til højre) - MHNT
- Frugten er bælg, der indeholder et frø hver
- Mopanorme, lokalt en basisfødevare, der spiser løvet
- Den ligeledes spiselige chipumi-larve af den plettede kejsermøl, der afløver en kvist
- Vinterløv og tørre frøkapsler i Namibia